# The Beginner's Guide to Throwing Shapes
The Beginner's Guide to Throwing Shapes is het achtste studioalbum van de Canadese band Saga. 

## Inleiding
Saga was in het jaar uitgedund tot een trio Sadler en gebroeders Crichton. Leden van het eerste uur Jim Gilmour en Steve Negus zagen geen brood in dit album; het was te wijten aan muzikale meningsverschillen of ruzie met het management. Tussen dit album en het volgende lag Saga eigenlijk stil. Opnamen vonden plaats in de  Picture This Studios (vermoedelijk hun eigen studio), de drumpartijen in de Pilot Studios in München.

## Musici
- Michael Sadler – zang en toetsen
- Ian Crichton – gitaar, Synthaxe en banjo
- Jim Crichton – basgitaar, toetsen en Synthaxe

met
- Curt Cress – slagwerk

## Composities
Alles geschreven door Saga, behalve As I Am door Saga en Tim Moore..

| Nr. | Titel                  | Duur |
| --- | ---------------------- | ---- |
| 1.  | "Starting All Over"    | 4:01 |
| 2.  | "Shape"                | 5:10 |
| 3.  | "Odd Man Out"          | 4:54 |
| 4.  | "The Nineties"         | 4:16 |
| 5.  | "Scarecrow"            | 4:20 |
| 6.  | "As I Am"              | 5:15 |
| 7.  | "Waiting in the Wings" | 4:55 |
| 8.  | "Giant"                | 7:10 |

Bonustrack: "Framed (live)" – 5:46

## Nasleep
Het album kende diverse heruitgaven. Saga wisselde nog wel eens van platenlabel. Bij de heruitgave in 2007 meldde Progwereld, dat Throwing Shapes het album is dat nauwelijks aandacht had gekregen en vrijwel onbekend bleef. Saga probeerde nog een oude truc op aandacht te trekken (zie de eerste albums van Pink Floyd), ze meldden de bandnaam niet op de hoes. Het bleek een averechts effect te hebben, het platenlabel plakte er daarom snel stickers op. Anderzijds had Saga zich met Behaviour en opnamen onder Keith Olsen gewend tot de Adult Oriented Rock (AOR), niet geliefd bij de progressieve fans.  In 2021 werd door EarMusic nog een elpeeversie uitgegeven met The Call (een single uit de stilteperiode) als bonustrack. EarMusic bracht toen meerdere opnamen van Saga (opnieuw) op elpee uit. IO Pages meldde dat de band met het vorig album een beetje ingedut was, maar dit album het originele geluid van de band weer benaderde. Beide recensenten waren het er over eens dat Giant de beste track was vanwege de invloeden uit het succesperiode (eerste vijf albums). Op Progarchives bleef dit album steken op gemiddeld, maar wel een van de beter Saga-albums uit de jaren tachtig en negentig.